# 神明神社 (各務原市前渡東町1丁目)
神明神社（しんめいじんじゃ）は、岐阜県各務原市前渡東町1丁目に鎮座する神社（神明神社）。

## 概要
各務原市前渡東町（旧・稲葉郡前宮村大字前渡の東部→稲葉郡稲羽町前渡東町）の産土神である。鎮座する地名より長平神明神社とも称す。旧村社。
創建時期は不明だが、建保年間以前の創建である。美濃国神明帳に記されている各務郡座二十二座の一つ、石瀬大明神といわれている。
承久3年（1221年）の承久の乱での尾張川の戦いでは、朝廷側（佐々木高重、小野盛綱、三浦胤義）の陣が置かれたという。
かつては石瀬大明神と呼ばれ、江戸から明治初期頃までは「石瀬神明社」と呼ばれていた。1913年（大正2年）に本殿を改築。

## 祭神
- 天照大神

## 境内社[3]
- 津島神社
- 秋葉神社
- 氏王権現
- 龍王弁財天
- 南無観世菩薩
- 山神
- 庚申塔